# Романо-ди-Ломбардия
Романо-ди-Ломбардия (итал. Romano di Lombardia) — город в итальянской провинции Бергамо (область Ломбардия).
Главные достопримечательности — замок Висконти (XIV—XV века) и ратуша XIII века («палаццо делла Раджоне») с фресками и порталом, пристроенным по заказу кондотьера Коллеоне, который стал владельцем Романо в 1448 году. В церкви Успения Святой Марии и Святого Иакова в ломбардском городке Романо имеется одна из немногих работ, выполненных Джакомо Кваренги в Италии: это главный алтарь, созданный по его рисунку в 1797—1799 годах.
Население составляет 20 761 человек, плотность населения составляет  1 071,26 чел./км². Занимает площадь 19,38 км². Почтовый индекс — 24058. Телефонный код — 0363. Покровителем города считается святой Дефендент. Праздник ежегодно празднуется 14 сентября.
Из жителей городка наиболее известны великий тенор XIX века Рубини и его супруга Комелли.